# 変わらないコト
「変わらないコト」は、日本の歌手清木場俊介のライブ「清木場俊介 LIVE HOUSE TOUR 2011 「ROLLING MY WAY」」のライブ会場のみで入手できたシングル。

## 概要
- 上記の通り、ライブ会場のみでしか入手できないため、CDショップでの販売はない。
- 当初は、アルバムへの収録はないと言われていたが、バラードセレクションアルバム『LOVE SONGS 〜BALLAD SELECTION〜』に収録されることが発表された。

## 収録曲
1. 変わらないコト
（作詞：清木場俊介 作曲：川根来音 編曲：弥吉淳二 ストリングスアレンジ：岡村美央）